# Улюкаєв Олексій Валентинович
Олексі́й Валенти́нович Улюка́єв (рос. Улюкаев Алексей Валентинович; нар. 23 березня 1956, Москва) — російський економіст та державний діяч.
В 2000–2004 перший заступник міністра фінансів РФ, 2004–2013 перший заступник Голови Центрального банку Росії. В 2013—2016 рр. міністр економічного розвитку РФ.

## Життєпис
Народився в московській татарській сім'ї. Батько був аспірантом московського інституту інженерів землеустрою, пізніше став професором цього ж інституту, дід працював двірником.
Закінчив економічний факультет МДУ (1979), аспірантуру економічного факультету МДУ (1982). Доктор економічних наук. Тема кандидатської дисертації: «Об'єктивні основи та шляхи розвитку науково-виробничої інтеграції в сільському господарстві».
Наприкінці 1980-х років належав до так званої «московсько-ленінградської економічної школи» (семінар в с. Зміїна Гірка) майбутніх російських реформаторів разом з Гайдаром, Чубайсом, Авеном, Глазьєвим, О. Шохіним, А. Кохом та іншими.

## Погляди
З самого початку російських економічних реформ 1990-х років Улюкаєв був правою рукою, помічником та заступником Єгора Гайдара. Один з співзасновників «Союзу Правих Сил» — партії впливових фінансистів, підприємців та чиновників РФ. 1 грудня 1999 під ім'ям Улюкаєва на сайті «Полит.ру» була оприлюднена стаття (пізніше була видана окремою брошурою) під назвою «Правый поворот». Сучасні оглядачі оцінили її як ідеологічний та програмний маніфест раннього путінізму. Пізніше стало відомо, що дійсним автором тексту був російський право-націоналістичний публіцист Єгор Холмогоров.

В маніфесті Улюкаєв одразу ж висловив своє ставлення до ролі президентської влади в політичній структурі РФ:
«У демократичній республіці (якою за нинішньою конституцією є Росія) праві підтримували і будуть підтримувати тверду президентську владу… Послаблювати і підточувати сьогодні сильну президентську владу в Росії було б найбільшою політичною безвідповідальністю.» 
Також там, зокрема, наголошувалося «збільшення військових витрат». Одразу після виходу у світ цього маніфесту тодішній міністр фінансів РФ Олексій Кудрін призначив Улюкаєва своїм першим заступником.
Чисельні критики та аналітики називають Улюкаєва членом табору так званих «системних лібералів» путінського режиму. Його відносять до прихильників так званого монетаристського напрямку розвитку економіки, зараховують до прихильників приватизації великих об'єктів держвласності, як одного з джерел поповнення бюджету, близьким за поглядами до А. Чубайса та О. Кудріна.

## Арешт
В ніч з 14 на 15 листопада 2016 був заарештований, як офіційно було повідомлено в російських ЗМІ, «на місці злочину при отриманні хабара розміром в $ 2 млн». О пів третього ночі 15 листопада Слідчий Комітет РФ спільно з ФСБ порушив кримінальну справу проти Улюкаєва по звинуваченню у «вимаганні хабара».
Після затримання при слуханні у Басманному суді утримався від давання свідчень. Лише заявив, що утримує двох неповнолітніх дітей та літніх батьків, також попросив долучити до справи документи про те, що страждає на атеросклероз, гіпертонію та іншими захворюваннями.
Басманний суд вибрав мірою запобіжного заходу «домашній арешт».
Після закінчення судової процедури стало відомо, що президент Росії Путін підписав наказ про звільнення Улюкаєва з посади міністра з формулою «через втрату довіри».
З 15 листопада 2016 року — обвинувачений у вимаганні хабаря у розмірі 2 млн $ у виконавчого директора компанії Роснафта Ігоря Сечіна. 15 грудня 2017 року суд засудив Улюкаєва до восьми років позбавлення волі в колонії суворого режиму і штрафу в 130 млн рублів. 19 грудня адвокат Улюкаєва оскаржив вирок, що не набрав законної сили. Розгляд апеляції у московському суді було призначено на 12 квітня 2018 року.

## Висловлювання
|  | Якщо ваші доходи і витрати рублеві, вам повинно бути абсолютно все одно, який там курс. |

## Цікаві факти
Улюкаєв писав і пише вірші. Один з них, надрукований у 2011 і присвячений сину, закликає його «їхати звідси»:

Езжай, мой сын, езжай отсель

На шарике найдёшь теперь

Немало мест, где шаг вперёд

Необязательно пятьсот

Шагов назад, где, говорят,

Не всё всегда наоборот

Где не всегда конвойный взвод

На малых выгонят ребят

Где не всегда затычку в рот

Бывает — правду говорят

Бывает голова вверху

А ниже — ноги

Где в хлеб не сыпали труху

И не смеялись над убогим:

Ха-ха, хе-хе, хи-хи, ху-ху

О боги!

## Виноски
1. ↑  http://russiaprofile.org/bg_peopleinbusiness/46117.html
2. ↑  http://rdif.ru/Eng_fullNews/74/
3. ↑  Davos 2014 Participant List
4. ↑  http://english.farsnews.com/newstext.aspx?nn=13930910000934
5. ↑  http://www.bloomberg.com/research/stocks/private/person.asp?personId=29861598&privcapId=6181218&previousCapId=877769&previousTitle=VINCI%2520SA
6. ↑  http://sputniknews.com/russia/20150129/1017519062.html
7. ↑  А. В. Улюкаев. ПРАВЫЙ ПОВОРОТ. Программа правильной жизни, здоровой экономики и честной политики. — М.: «Издательство Стрелец», 1999.
8. ↑  Кямран Агаев об Улюкаеве, МЭР и путинской кадровой вакханалии. «Каспаров.ру», 17.11.2016
9. ↑  Відповідно до частини 6 статті 290 КК РФ («Одержання хабара особою, яка займає державну посаду Російської Федерації, з вимаганням хабара і в особливо великому розмірі»)
10. ↑  Олексію Улюкаеву пред'явлено звинувачення в отриманні хабара з вимаганням та в особливо великому розмірі - Слідчий Комітет Російської Федерації. sledcom.ru. Процитовано 16 листопада 2016.
11. ↑  Захист Олексія Улюкаєва оскаржила вирок
12. ↑  Мосміськсуд розгляне апеляцію у справі Улюкаєва 12 квітня. Москва 24. Процитовано 17 березня 2018.
13. ↑  Улюкаев: Если доходы и расходы рублевые, вам должно быть все равно, какой там курс. — Комсомольська правда, 8.11.2014
14. ↑  Алексей Улюкаев. Я из вселенной Гуттенберга. Стихи. — журнал «Знамя», № 10, 2011